# Catrin Finch
Catrin Anna Finch, född 24 april 1980, är en walesisk harpist och kompositör. Hon tjänstgjorde som Official Harpist to the Prince of Wales från år 2000 till 2004.

## Diskografi
- Bach, J.S.: Goldberg Variations, BWV 988 (2009)
- Crossing the Stone (2003)
- Carnaval de Venise
- The Harpist
- Catrin Finch Live
- Unexpected Songs (2006) (med cellisten Julian Lloyd Webber)
- String Theory
- Little Angels
- Catrin  Finch, Harp Recital
- From Coast to Coast
- Drift Away (i samarbete med "ZingZillas")
- Clychau Dibon (2013) (med Kora-spelaren Seckou Keita)
- Lullabies (2013)
- Tides (2015)